# 리스 무세
리스 에밀리앙 무세(프랑스어: Lys Émilien Mousset, 1996년 2월 8일 ~ )는 프랑스의 축구 선수이다. 현재 독일 분데스리가의 VfL 보훔에서 활약하고 있다.